# بوداچکی
بوداچکی (به لهستانی:  Bodaczki) یک روستا در لهستان است که در گمینا بوتشکی واقع شده‌است. بوداچکی ۱۵۰ نفر جمعیت دارد.